# Pasteurellosi
La pasteurellosi è una malattia infettiva causata da batteri del genere Pasteurella, patogeni per gli esseri umani e per altri animali. In particolare, Pasteurella multocida (sottospecie P. m. septica e P. m. multocida) è presente nella bocca e nelle vie aeree di molti animali, tra cui i suini; si tratta di un bacillo piccolo, Gram-negativo che assume una duplice colorazione al reagente di Wayson. Negli animali, pur causando occasionalmente forme setticemiche di malattia gastrointestinale note come colera aviare, tende ad essere un normale commensale nel microbiota.

## Clinica
La pasteurellosi può comportare quadri clinici molto differenti da paziente a paziente. I principali sono:
- Sottotipo cutaneo/sottocutaneo: consiste in un flemmone settico che tipicamente si sviluppa sulla mano e sul polso dopo il morso di un gatto portatore del batterio. I segni dell'infiammazione si sviluppano molto rapidamente: entro 1-2 ore dal morso, infatti, compaiono edema, forte dolore ed essudato ematico e purulento; sono talvolta presenti anche febbre moderata o elevata, vomito, cefalea e diarrea. Spesso è presente anche un quadro di linfangite. L'infezione può complicarsi, dando luogo ad artrite settica, osteite o evolvendo in una forma cronica
- Sottotipo settico: è molto raro, ma è fulminante tanto quanto la peste setticemica e si manifesta con febbre alta, ipertonia muscolare, vomito, coagulazione intravascolare disseminata e shock
- Sottotipo polmonare: è raro e tende a manifestarsi in individui immunodepressi con una patologia cronica polmonare di base. Si manifesta con polmonite conclamata bilaterale, spesso molto grave
- Altri sottotipi: molto rari, includono il sottotipo artritico, quello meningitico e un quadro di endocardite infettiva acuta

## Trattamento
La terapia antibiotica permette generalmente di curare la pasteurellosi, tuttavia i casi più gravi di edema necessitano particolare attenzione per via di possibili complicanze. L'infezione, quando è grave, è trattata con somministrazioni massicce di penicillina. La tetraciclina o il cloramfenicolo possono essere impiegati nei pazienti che manifestano ipersensibilità ai beta-lattamici; è inoltre fondamentale medicare la ferita da cui si ritiene siano penetrati i batteri responsabili dell'infezione.

## Veterinaria
A Pasteurella multocida sono attribuite svariate malattie degli animali, tra cui la shipping fever dei bovini e degli ovini (che può essere peraltro causata anche da un altro batterio, Mannheimia haemolytica). Questa patologia si sviluppa quando si instaura un'infezione opportunistica che segue una patologia di origine batterica o virale, specie in condizioni di stress dovute a trasferimenti o cambiamenti dell'ambiente in cui vive l'animale. Si sospetta inoltre che P. multocida sia responsabile di ricorrenti morie nelle popolazioni di antilope delle steppe (Saiga tatarica).